# ذراع المشدلي

تعديل مصدري - تعديل

ذراع المشدلي هي إحدى قرى عزلة القارة بمديرية رصد التابعة لمحافظة أبين، بلغ تعداد سكانها 50 نسمة حسب تعداد اليمن لعام 2004.